# Cypripedium forrestii
Cypripedium forrestii — вид многолетних травянистых растений секции Sinopedilum рода Башмачок (Cypripedium), семейства орхидных (Orchidaceae). Эндемик Тайваня.
Относится к числу охраняемых видов (II приложение CITES).
Китайское название: 玉龙杓兰 yu long shao lan.

## Ботаническое описание
Растения 3—5 см высотой, с тонким, ползучим корневищем. Стебель прямостоячий, 1,5—3 см, покрыт 2 коническими оболочками листьев. 
Лист и прицветник расположены горизонтально; лист зелёный, как правило, в тёмно-фиолетовыми или чёрными пятнами, эллиптический или эллиптически-яйцевидный, 5—6,5 × 2,5—3,6 см. 
Соцветие верхушечное, с 1 цветком, цветоножки 1,7—2,5 см, покрыты ворсинками. Завязь 0,8—1 см, также покрыта ворсинками. Цветок маленький, тускло-жёлтый, покрыт мелкими тёмно-бордовыми пятнышками. Спинные чашелистики яйцевидные, 2,2—2,4 × 1,4—1,5 см, парус овально-эллиптический, 1,8—1,9 × 0,8—1 см. Лепестки косо-яйцевидные, охватывают губы, 1,5—1,8 × 0,5—0,6 см, губf почти шаровидная, около 1 см, внешняя поверхность бородавчатая. Стаминодий продолговатый, примерно 3,5 × 3 мм. 
Цветение в июне.
Отличается от Cypripedium bardolphianum окраской цветка, лепестками опушёнными по средней жилке, прижатыми к земле глянцевыми однотонными листьями, в то время как у Cyp. bardolphianum листья почти вертикально или косо приподняты над землёй (но надо заметить, тоже могут быть однотонной окраски). Cyp. forrestii встречается почти там же где и Cyp. bardolphianum, но нуждается в немного более сухих условиях. Как и другие два вида этой секции его обычно находится на почве с pH=6.5.

## Распространение
Китай (северо-запад Юньнань), возможно заходит на север Мьянмы.
Сосновые леса, склоны, разреженные смешанные леса на высотах около 3100—3500 метров над уровнем моря.

## В культуре
Несколько растений вывезенных из дикой природу присутствуют в европейских, а возможно и в северо-американских коллекциях. По особенностям агротехники Cyp. forrestii близок таким видам, как Cypripedium bardolphianum и Cypripedium micranthum.
Зоны морозостойкости: 4—6.

## Классификация

### Таксономия
Вид Cypripedium forrestii входит в род Башмачок (Cypripedium) семейства Орхидные (Orchidaceae) порядка Спаржецветные (Asparagales).
|  |                                      |  |                                                             |                                                             |                    |  | ещё 24 семейства (согласно Системе APG II) | ещё 24 семейства (согласно Системе APG II) |                           |  |  |  | ещё около 45 видов |
|  |                                      |  |                                                             |                                                             |                    |  | ещё 24 семейства (согласно Системе APG II) | ещё 24 семейства (согласно Системе APG II) |                           |  |  |  | ещё около 45 видов |
|  |                                      |  |                                                             | порядок Спаржецветные                                       |                    |  |                                            |                                            | род Башмачок              |  |  |  |                    |
|  |                                      |  |                                                             | порядок Спаржецветные                                       |                    |  |                                            |                                            | род Башмачок              |  |  |  |                    |
|  | отдел Цветковые, или Покрытосеменные |  |                                                             |                                                             | семейство Орхидные |  |                                            |                                            | вид Cypripedium forrestii |  |  |  |                    |
|  | отдел Цветковые, или Покрытосеменные |  |                                                             |                                                             | семейство Орхидные |  |                                            |                                            |                           |  |  |  |                    |
|  |                                      |  | ещё 44 порядка цветковых растений (согласно Системе APG II) | ещё 44 порядка цветковых растений (согласно Системе APG II) |                    |  |                                            | ещё около 880 родов                        | ещё около 880 родов       |  |  |  |                    |
|  |                                      |  |                                                             | ещё 44 порядка цветковых растений (согласно Системе APG II) |                    |  |                                            |                                            | ещё около 880 родов       |  |  |  |                    |